# Flatosaria dhalaica
Flatosaria dhalaica är en insektsart som beskrevs av Rauno E. Linnavuori 1973. Flatosaria dhalaica ingår i släktet Flatosaria och familjen Flatidae. Inga underarter finns listade i Catalogue of Life.